# William Saunders

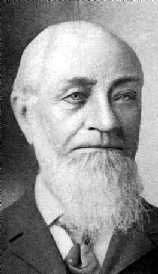
William Saunders.

William Saunders, född den 7 december 1822 i Saint Andrews i Skottland, död den 11 september 1900, var en amerikansk botanist, landskapsarkitekt och hortikultör. Auktorsnamnet W.Saunders kan användas för William Saunders i samband med ett vetenskapligt namn inom botaniken; se Wikipediaartiklar som länkar till auktorsnamnet.
Saunders utformade Gettysburgkyrkogården, där Gettysburgtalet hölls av president Lincoln. 